# لا مونتي يونغ
لا مونتي يونغ (بالإنجليزية: La Monte Young)‏ هو ملحن أمريكي، ولد في 14 أكتوبر 1935 في Bern, Idaho ‏ في الولايات المتحدة.

## وصلات خارجية
- لا مونتي يونغ على موقع IMDb (الإنجليزية)
- لا مونتي يونغ على موقع الموسوعة البريطانية (الإنجليزية)
- لا مونتي يونغ على موقع ميوزك برينز (الإنجليزية)
- لا مونتي يونغ على موقع إن إن دي بي (الإنجليزية)
- لا مونتي يونغ على موقع أول ميوزيك (الإنجليزية)
- لا مونتي يونغ على موقع ديسكوغز (الإنجليزية)
- لا مونتي يونغ على موقع ديسكوغز (الإنجليزية)